# Gogui
Gogui è un comune rurale del Mali facente parte del circondario di Nioro du Sahel, nella regione di Kayes.
Il comune è composto da 11 nuclei abitati:
- Banna
- Boulouli
- Boye
- Débéyel
- Diandioumé
- Gogui
- Labidi
- Senewaly
- Sénéwaly-Pheul
- Tourourou
- Tourourou-Koulé